# 煙が目にしみる (曲)
「煙が目にしみる」（けむりがめにしみる、Smoke Gets In Your Eyes）は、ミュージカルナンバー及びジャズのスタンダード・ナンバーの楽曲である。

## 概要
ジェローム・カーンの作曲、オットー・ハルバック（Otto Harbach）の作詞により、1933年に上演されたロマンティック・コメディのミュージカル『ロバータ』のショー・チューンとして披露された。このミュージカルはパリで一流ファッション店を営むアメリカ人オーナーと亡命中のロシア王女の恋愛ストーリー。『ロバータ』における演奏より以前、ジェローム・カーンは1927年のミュージカル『ショウ・ボート』 (Show Boat) におけるタップダンスのためにこの曲を書いたが使われず、1932年にラジオのテーマ曲のための行進曲として再出発している。
歌詞1番目の「smoke gets in your eyes」は「love is blind」（恋は盲目）と同じような意味合いで用いられ、2番目のそれはエスプリの効いたジョークにして涙の言い訳にする。『ロバータ』劇中、ステファニー（ロシア王女）によるこのフレーズ「When your heart's on fire, smoke gets in your eyes」は、ロシアのことわざに由来するという。
1933年10月13日に、ガートルード・ニーセン（Gertrude Niesen）により最初のレコード録音がなされる。1934年にポール・ホワイトマン（Paul Whiteman）のヴァージョンがヒットチャート1位を獲得。1946年には、ナット・キング・コールもカヴァーする。
1958年には、コーラスグループのザ・プラターズによって、リバイバル・ヒットした。このグループによるカヴァーは、マックス・ドレイフェス（Max Dreyfus）がバック・ラム（Buck Ram）に提案したものである。しかし亡きジェローム・カーンの妻はこのヴァージョンに異議を唱え、弁護士を立てて販売を停止しようとした。そこでオスカー・ハマースタインがカーン夫人を説得し、忘れられようとしていたこの歌の復活がいかに素晴らしいかを語り、また100万枚分の印税を約束し、カーン夫人は販売を容認した。

## カヴァー
カヴァーしたアーティストの一部である。

### アメリカ合衆国
- ベニー・グッドマン（1941年）[5]
- プラターズ（1958年）
- ナット・キング・コール
- グレン・ミラー
- フランク・シナトラ
- ソニー・ロリンズ
- シャイ・ライツ（1972年）
- クリフォード・ブラウン
- セロニアス・モンク

### イギリス
- ブライアン・フェリー（1974年）

### 日本
- 阿川泰子
- 山下達郎
- ザ・キング・トーンズ

### 台湾
- テレサ・テン